# Centre d'art de La Sarre
Le Centre d'art de La Sarre est une institution muséale de l'Abitibi-Témiscamingue, dans la MRC d'Abitibi-Ouest. Cet organisme a pour mission de diffuser et d'étudier le travail des artistes d’ici et d’ailleurs. Le Centre d'art de La Sarre contribue à faire de la MRC de l’Abitibi-Ouest un espace de collaboration interdisciplinaire, en accueillant des artistes en résidence, en ayant recours à la médiation culturelle et en favorisant les échanges et les expérimentations. Le centre offre au public la possibilité de rencontrer les artistes lors de vernissage. L'institution offre également un service de boutique proposant des produits variés liés aux métiers d’art de même que des œuvres d’art réalisées par des artistes et artisans de la région. 
Ce centre d'art se situe dans la Maison de la Culture de La Sarre. Ce bâtiment comprend aussi la Bibliothèque municipale Richelieu de même que le Théâtre Lilianne-Perrault. Le Centre d'art de La Sarre est membre de la Société des musées du Québec (SMQ) et du Réseau muséal de l'Abitibi-Témiscamingue (RMAT). Ce centre d'art est sous la responsabilité de Véronique Trudel. 

## Historique
Depuis son existence, le Centre d'art de La Sarre a pu présenter des expositions temporaires et des événements culturels portant sur l'art traditionnel et contemporain d'origine locale, régionale ou nationale. De plus, cette institution muséale a fait découvrir des expositions temporaires touchant à l'histoire, à l'ethnologie, à l'archéologie et également aux sciences.

Ce centre d'exposition œuvre depuis plusieurs années dans la diffusion des métiers d’art. Il a pu  épauler plusieurs artistes dans le renouvellement constant de leur pratique, en plus de favoriser l’appropriation de leurs œuvres par le public.

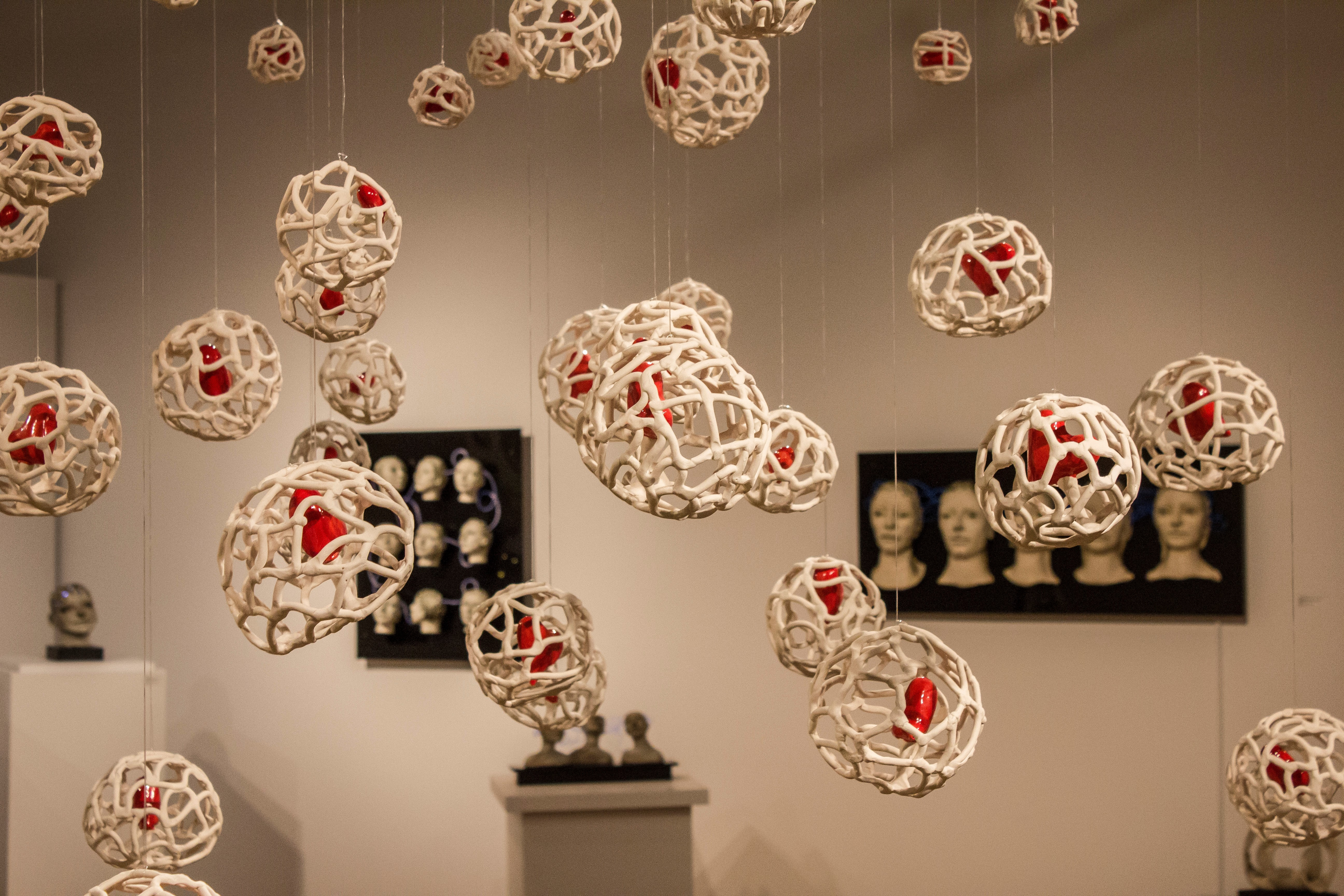
Exposition du Centre d'art de La Sarre

## Activités et expositions
Du 23 février au 16 avril 2023, le Centre d'art de La Sarre présente l'exposition Du grès au bronze: 40 ans de sculpture de l'artiste Rose-Aimée Bélanger. Son œuvre abondante se compose de 1000 pièces d'argile. Dans toute l'œuvre de Rose-Aimée Bélanger se distinguent trois périodes, celle où elle observe les gens qui l'entoure, celle où elle crée la série documentaire des mineurs et également celle de la période de ses « Rondes » témoignant d’une pleine maturité.
Par ailleurs, le Centre d’art recrute des membres pour les Ami(es) de l’art. Cette adhésion contribue à ce que le public montre son intérêt envers le centre et à ce qu'il participe à ses activités, à la découverte de nouveaux artistes et de nouvelles techniques, et finalement, au partage de votre sentiment d’appartenance au milieu.